# 徐道永
徐道永（韓語：서도영，1981年4月14日—），韓國男演員。2012年12月22日與圈外女友在首爾舉行婚禮。

## 演出作品

### 電視劇
- 2004年：KBS《海神》
- 2006年：KBS《春日華爾滋》飾 尹在賀／李守虎
- 2007年：KBS《無法阻擋的婚姻》
- 2009年：MBC《朋友，我們的傳說》飾 鄭尚德
- 2009年：KBS《天下無敵李平岡》飾 愛德華
- 2010年：OCN《夜叉》飾演 李白潔
- 2011年：KBS《荊棘鳥》飾 崔康宇
- 2011年：KBS《只有你》飾 韓瑞俊
- 2013年：JTBC《荊棘花》飾 朴南俊
- 2015年：SBS《華麗的鄰居》飾 朴燦宇
- 2015年：KBS Drama《Miss Mammamia》飾 柳明翰
- 2015年：MBC《美麗的你》飾 金成俊
- 2017年：MBC《逆流》飾演 姜俊熙
- 2018年：SBS《江南醜聞》飾演 洪世賢
- 2019年：SBS《想品嚐一下味道嗎？》飾演 吳大邱
- 2025年：SBS《鬼宮》飾演 八尺鬼/千金輝（在世）

### MV
- GOD《To Love》

## 廣告
- Panasonic Digital Camera
- SK Sky